# Aloe rabaiensis
Aloe rabaiensis ist eine Pflanzenart der Gattung der Aloen in der Unterfamilie der Affodillgewächse (Asphodeloideae). Das Artepitheton rabaiensis verweist auf das Vorkommen der Art in den Rabai-Bergen in Kenia.

## Beschreibung

### Vegetative Merkmale
Aloe rabaiensis wächst stammbildend und verzweigt von der Basis aus. Die aufrechten oder spreizklimmenden Triebe werden häufig von der Umgebungsvegetation gestützt. Sie sind bis zu 2 Meter lang und in der Regel mit ausdauernden toten Laubblättern besetzt. Die lanzettlich verschmälerten Laubblätter bilden lockere Rosetten, die unterhalb der Triebspitzen ausdauernd sind. Die gräulich grüne, häufig rötlich überhauchte Blattspreite ist 30 bis 45 Zentimeter lang und 3 bis 8 Zentimeter breit. An jungen Trieben sind häufig wenige zerstreute, weißliche Flecken vorhanden. Die Blattoberfläche ist glatt. Die braun gespitzten Zähne am Blattrand sind 2 bis 3 Millimeter lang und stehen 8 bis 15 Millimeter voneinander entfernt. Der gelbe Blattsaft ist trocken rot.

### Blütenstände und Blüten
Der Blütenstand besteht in der Regel aus fünf bis neun Zweigen und erreicht eine Länge von bis zu 60 Zentimeter. Die unteren Zweige sind gelegentlich zusätzlich verzweigt. Die ziemlich dichten bis dichten, fast kopfigen Trauben sind etwa 8 Zentimeter lang und 8 Zentimeter breit. Die lanzettlichen Brakteen weisen eine Länge von 10 bis 12 Millimeter auf und sind 3 Millimeter breit. Die in Orangetönen gefärbten Blüten sind an ihrer Mündung gelb. Manchmal sind sie gänzlich gelb. Die Blüten stehen an 10 bis 15 Millimeter (selten bis zu 20 Millimeter) langen Blütenstielen. Sie sind 20 bis 25 Millimeter lang und an ihrer Basis kurz verschmälert. Auf Höhe des Fruchtknotens weisen die Blüten einen Durchmesser von 8 Millimeter auf, darüber sind sie leicht verengt. Ihre Perigonblätter sind etwa auf der Hälfte ihrer Länge nicht miteinander verwachsen. Die Staubblätter und der Griffel ragen etwa 11 Millimeter aus der Blüte heraus.

### Genetik
Die Chromosomenzahl beträgt {\displaystyle 2n=14}.

## Systematik, Verbreitung und Gefährdung
Aloe rabaiensis ist in Somalia, Kenia und Tansania in den Küstengebieten und etwas landeinwärts auf sandigen Böden im offenen Buschland in Höhen von 18 bis 500 Metern weit verbreitet.
Die Erstbeschreibung durch Alfred Barton Rendle wurde 1895 veröffentlicht.
Aloe rabaiensis wird in der Roten Liste gefährdeter Arten der IUCN als „Least Concern (LC)“, d. h. als in der Natur nicht gefährdet, eingestuft.

## Nachweise